# Anthony Hamilton (Militär)

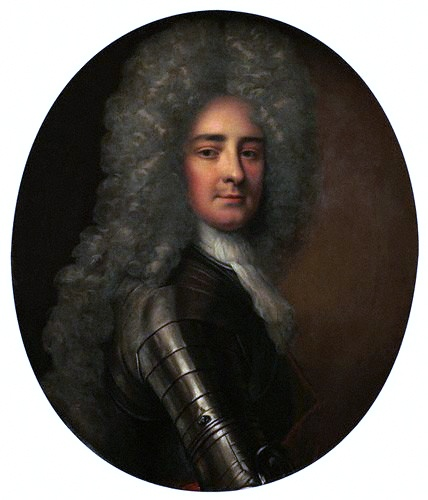
Anthony Hamilton, Gemälde, National Portrait Gallery, London

Anthony Hamilton (* um 1645 in Roscrea, Tipperary, Irland; † 21. April 1720 in Saint-Germain-en-Laye, Frankreich) war ein französischer Lieutenant-général und Schriftsteller schottischer Herkunft.

## Leben
Anthony Hamilton war der Bruder der Elizabeth Hamilton, „La Belle Hamilton“, der Ehefrau des französischen Grafen Philibert de Gramont. Sein Vater war Sir George Hamilton, 1. Baronet († 1679), und seine Mutter, Mary Butler, die Schwester des 1. Duke of Ormonde.
Hamilton wuchs von seinem vierten bis zu seinem vierzehnten Lebensjahr in Frankreich auf, wohin sein Vater nach der Hinrichtung Charles I. von England geflüchtet war. Anthony trat in die französische Armee ein, kämpfte im Französisch-Niederländischen Krieg für Ludwig XIV. und wurde schließlich französischer Lieutenant-général. Nach der Thronbesteigung James II. von England (1685) erhielt er 1687 ein irisches Regiment, wurde Gouverneur von Limerick und Mitglied des Privy Council. Nach der verlorenen Schlacht am Boyne, an der er teilgenommen hatte, musste er sich erneut nach Frankreich ins Exil begeben und folgte König James nach Saint-Germain-en-Laye.
Den Rest seines Lebens hielt er sich vor allem am Hof in Saint-Germain-en-Laye auf und pflegte den Umgang mit den anderen exilierten Stuart-Anhängern.
Bekannt ist er für seine Mémoires du comte de Grammont, die Memoiren seines Schwagers Philibert de Gramont, die er 1713 in London anonym veröffentlichte und die ein lebhaftes Bild vom Hofleben, besonders auch von den amourösen Eskapaden und Skandalen, im 17. Jahrhundert zeichnen. Sie wurden u. a. 1866 in Paris von Sainte-Beuve neu herausgegeben.
Sein Bruder Sir George Hamilton stand ebenfalls als Maréchal de camp in französischen Diensten.

## Werke
- Memoiren des Comte de Gramont. Verlag Weiß, Bamberg 2004, ISBN 3-928591-77-0.